# Estereologia
Estereologia é um método em amplo desenvolvimento que utiliza amostras sistematicas, uniformes e aleatória para fornecer um dado quantitativo sem viés ou "bias". A estereologia permite a análise de imagens (além de lâminas contendo tecidos oriundos de órgãos como pulmão, rim, encéfalo, pâncreas, intestino, imagens obtidas por exames radiográficos, tomografias computadorizadas, linfocintigrafias, ultrassom, ressonância magnética, entre outras.) e de corpos sólidos não apenas em duas dimensões (2D) - a partir do comprimento e largura -, mas também levando em conta a profundidade (3D) e até o fator tempo (4D).
As contagens estereológicas podem ser ópticas (onde com um auxilio de um software pode-se penetrar em toda a profundidade da secção, no seu eixo Z)
 ou físicas (usando planos físicos consecutivos e espaçados por uma distância previamente calculada e conhecida . Utilizando o fractionator, o disector e formulas da geometria probabilística e da matemática, esta ciência possibilita estimar o número total de objetos (N) (e não só o número de perfis) e o verdadeiro tamanho deles (volume, Vn, µm³),densidades de volume (Vv, %), de comprimento (Lv, mm/mm³), de superfície (Sv, mm²/mm³) além de inúmeros outros parâmetros , com precisão e acurácia, sem subestimar ou sobreestimar o resultado o que poderia ocorrer em contagens utilizando métodos convencionais. Outra vantagem em relação à morfometria 2D é que a estereologia permite estimar o coeficiente de erro em relação ao método usado para uma dada quantificação que geralmente é muito baixo, em torno de 1% a 3%. Nesse sentido essa tecnica vem sendo cada vez mais exigida para publicações de dados científicos. 
O Laboratório de Estereologia Estocástica e Anatomia Química (LSSCA), da USP, é referência no Brasil e no exterior no uso e desenvolvimento da estereologia aplicada na quantificação de partículas de interesse médico e biológico.  